# Gambusia beebei
Gambusia beebei és un peix de la família dels pecílids i de l'ordre dels ciprinodontiformes.

## Morfologia
Els mascles poden assolir els 3,3 cm de longitud total.

## Distribució geogràfica
Es troba a Haití.